# Marco Travaglio
Marco Travaglio es un cronista judicial y escritor italiano.

## Biografía
Nacido el 13 de octubre de 1964 en Turín, donde aún vive. Licenciado en historia contemporánea por la Universidad de Turín, ejerce el periodismo profesional desde 1992.
Inició su carrera profesional en el semanal turinés Il Nostro Tempo. De 1987 a 1994 trabajó para el periódico Il Giornale, editado en esa misma ciudad. En 1994 pasa a Voce, pero tras el cierre de dicha publicación se establece como freelance colaborando con distintos periódicos y revistas, tales como Il Giorno, L’Indipendente, Cuore, Il Messaggero, Il Borghese, Sette-Corriere della Sera,o L'Unità.
En 1998 es contratado por el periódico izquierdista La Repubblica, y escribe también para su publicación hermana, L’Espresso. Otras publicaciones que cuentan con la firma de Travaglio son Micromega, Linus, ll Fatto Quotidiano o el programa de televisión Annozero, conducido por el periodista Michele Santoro.
De su libro I banchieri di Dio. Il caso Calvi, de 2001 se ha realizado un film de título homónimo dirigido por Giuseppe Ferrara en 2002. Travaglio ha aparecido en algunos documentales políticos, como Viva Zapatero! (Sabina Guzzanti, 2005), Citizen Berlusconi (2003 o Shhoting Silvio (Berardo Carboni , 2006). Además, el periodista escribió y realizó varias obras de teatro de trasfondo político, Promemoria, en 2009.

## Premios y distinciones

### Pressefreiheit Preis 2009
La Asociación Nacional de Periodistas Alemanes (DJV) "Deutscher Journalisten-Verband" ha asignado a Marco Travaglio en 2009 el premio a la "libertad de prensa". La decisión, tomada por el jurado de siete miembros de la asociación, estuvo acompañado por la siguiente declaración de Michael Konken, presidente de la Asociación de Periodistas Alemanes. Konken declaró: «Estamos honrando Marco Travaglio un colega valiente y talentoso, por su lucha contra muchos obstáculos para defender la libertad de expresión y de prensa en Italia». Otros receptores del Premio en años anteriores incluyen el periodista Miroslav Filipovic y la periodista rusa Ol'ga Kitova. Filipović recibió el premio por sus artículos sobre las atrocidades cometidas contra civiles en Kosovo por parte del ejército yugoslavo, mientras que Olga Kitova fue honrada por su lucha en la denuncia de la corrupción en Rusia.

### Il Premiolino 2010
El 17 de febrero de 2010 vence Il Premolino, el más importante y antiguo premio periodístico italiano.

## Polémica
Considerado como uno de los máximos exponentes del periodismo crítico en su país, la mayor parte del trabajo de Travaglio ha girado en torno a dos ejes fundamentales, la lucha contra la corrupción y la polémica en torno a la figura de Silvio Berlusconi. Su oposición frontal al Popolo della Libertà, el partido político de Silvio Berlusconi, le ha supuesto numerosas denuncias.

## Obra
Además de numerosos artículos políticos o ensayísticos editados en diversas publicaciones, y una gran cantidad de conferencias, Marco Travaglio ha publicado, entre otros, los siguientes libros, en su mayoría trabajos de investigación:
- La scomparsa dei fatti (il Saggiatore, Milán 2006)
- Uliwood Party (Garzanti, 2007)
- Mani sporche, con Gianni Barbacetto y Peter Gómez (Chiarelettere, 2007)
- Se li conosci li eviti, con Peter Gómez (Chiarelettere, 2008)
- Bavaglio, con Marco Lillo y Peter Gómez (Chiarelettere, 2008)
- Per chi suona la banana (Garzanti, 2008)
- Italia Anno Zero, con Vauro y Beatrice Borromeo (Chiarelettere 2009)
- Papi. Uno scandalo político con Peter Gómez y Marco Lillo (Chiarelettere, 2009)
- L'odore dei soldi, con Elio Veltri (Editori Riuniti, 2009)
- Ad personam(Chiarelettere 2010).